# Віларзель (Во)
Віларзель (фр. Villarzel) — громада  в Швейцарії в кантоні Во, округ Бруа-Вюлі.

## Географія
Громада розташована на відстані близько 50 км на південний захід від Берна, 32 км на північний схід від Лозанни.
Віларзель має площу 7,7 км², з яких на 5,7% дозволяється будівництво (житлове та будівництво доріг), 70,4% використовуються в сільськогосподарських цілях, 23,9% зайнято лісами, 0% не є продуктивними (річки, льодовики або гори).

## Демографія
2019 року в громаді мешкало 451 особа (+23,9% порівняно з 2010 роком), іноземців було 14,6%. Густота населення становила 59 осіб/км².
За віковим діапазоном населення розподілялося таким чином: 23,1% — особи молодші 20 років, 59,9% — особи у віці 20—64 років, 17,1% — особи у віці 65 років та старші. Було 184 помешкань (у середньому 2,5 особи в помешканні).
Із загальної кількості 104 працюючих 46 було зайнятих в первинному секторі, 19 — в обробній промисловості, 39 — в галузі послуг.